# 萬花筒
萬花筒（英語：Kaleidoscope）是一種光學玩具，將有鮮豔颜色的實物放於圓筒的一端，圓筒中間放置三棱镜，另一端用開孔的玻璃密封，由孔中看去即可觀測到對稱的圖像。1817年蘇格蘭科學家和發明家大衛·布魯斯特爵士發明萬花筒。

## 名稱

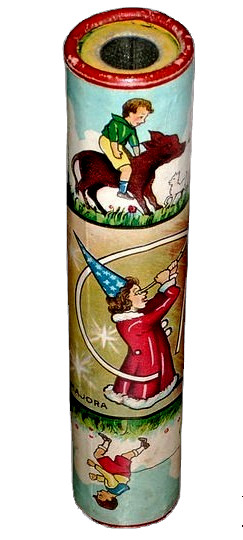
萬花筒

Kaleidoscope字源是希臘文来源于kalos,是美麗的意思，而eidos 是form 的意思，即觀看美麗的形狀。

## 結構

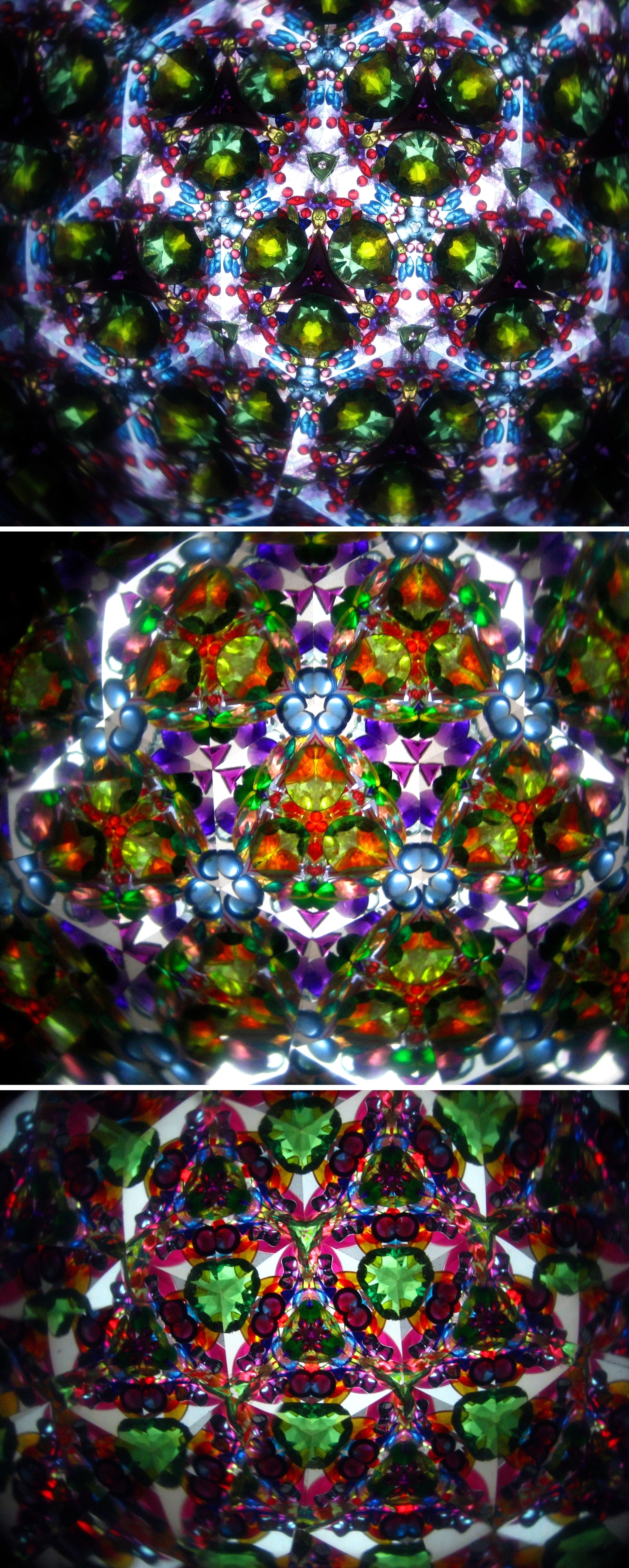
萬花筒內的圖像

萬花筒是一個筒內放置三片鏡子，兩端密封，其中一端放有颜色的物體（如玻璃碎片），另一端開孔的圓柱。
現代萬花筒是由黃銅管、彩色玻璃、木材、鋼材、葫蘆或幾乎任何材質都可以使用。

## 歷史
1815年大衛·布儒斯特爵士的工作主要從事光學和光譜研究，這導致萬花筒的發明，他正實驗光的偏振，但一開始它沒有申請專利。1817年布魯斯特以「Kaleidoscope」之名申請專利，開始有萬花筒專利。由當時著名的光學公司Philip Carpenter承包萬花筒的製造。三個月内，伦敦和巴黎一共售出20万个万花筒，但大部份的萬花筒都是盜版品，布魯斯特未获得应有的金钱回报。布魯斯特寫信給妻子說：“數以千計的窮人都靠製作和銷售萬花筒為生”。19世纪，万花筒傳入中国，作为大清王朝达官贵人的珍藏。

## 軼事
- 日本設計師山見浩司深入鑽研萬花筒，連續15年入選有「萬花筒奧斯卡」之稱的Brewster conventions，並兩度獲得美國全美民選獎。